# (39370) 2002 CK22
(39370) 2002 CK22 est un astéroïde de la ceinture principale découvert en 2002.

## Description
(39370) 2002 CK22 a été découvert le 5 février 2002 à l'observatoire Palomar, situé au nord de San Diego en Californie, par le programme Near Earth Asteroid Tracking (NEAT).

### Caractéristiques orbitales
L'orbite de cet astéroïde est caractérisée par un demi-grand axe de 2,73 ua, un périhélie de 2,65 ua, une excentricité de 0,03 et une inclinaison de 2,96° par rapport à l'écliptique. Du fait de ces caractéristiques, à savoir un demi-grand axe compris entre 2 et 3,2 ua et un périhélie supérieur à 1,666 ua, il est classé, selon la JPL Small-Body Database, comme objet de la ceinture principale.

### Caractéristiques physiques
(39370) 2002 CK22 a une magnitude absolue (H) de 15,5 et un albédo estimé à 0,058.